# Očići
Očići su obiteljski običaj na četvrtu adventsku nedjelju. Kao hrvatski božićni običaj karakterističan je za dijelove Dalmacije, Bosne i Hercegovine i Bačke. Nazivaju se još Oci i Oci nebeski.  Sličan običaj postoji i među pravoslavnim vjernicima na Nedjelju otaca, poznatu kao Oci, u posljednju nedjelju pred Božić po julijanskom kalendaru.
Običaji se razlikuju od kraja do kraja, no zajednička im je šala na račun oca. Djeca tada „prijete” ocu te ih on darovima udobrovoljava. Obično bi se rano ujutro oca uhvatilo u postelji te bi ga se vezalo kako bi se morao otkupiti.
Zabilježeno je da u Sinjskoj krajini djeca prijete ocu da će ga objesiti, a on se  otkupljuje slatkišima i voćem. Na taj dan djevojka traži otkup od zaručnikova oca, a zaručnik navečer dolazi na prelo kod zaručnice i dariva je odjećom i slatkišima.
Pri vezivanju negdje[gdje?] bi se recitirala čestitka: 

Faljen Isus, Očići, božićno je vrijeme.

Mi smo došli tražit otkupljenje!

Pođite na tavan, donesite mese,

Ako nije suvo, otvorite kese.

Ako ništa nema, višanje se sprema!

Običaj je dio cjeline s djetinjcima druge adventske nedjelje te matericama, treće adventske nedjelje.

### Članci
- Dragić, Marko. 2008. Advent u liturgiji i narodnoj kulturi Hrvata. Crkva u svijetu. Katolički bogoslovni fakultet Sveučilišta u Splitu. Split. 43 (3): 414–440